# سینه‌غاز
سینه‌غاز یک روستا در ایران است که در بخش دهج شهرستان شهربابک در استان کرمان واقع شده‌است.

## جمعیت
این روستا در دهستان دهج قرار دارد و براساس سرشماری مرکز آمار ایران در سال ۱۳۸۵، جمعیت آن ۴۴ نفر (۱۳ خانوار) بوده‌است.